# Ко, Дженнифер
Дженнифер Ко (часто встречается ошибочное написание Дженнифер Кох; англ. Jennifer Koh; род. 8 октября 1976, Чикаго) — американская скрипачка корейского происхождения.
Родители Ко, отец-бизнесмен и мать-библиотековед, переехали в США из Кореи в 1960-е гг. С раннего возраста Дженнифер Ко была постоянной победительницей разнообразных музыкальных конкурсов, включая первую премию на I Международном юношеском конкурсе имени Чайковского в 1992 г. и вторую премию (первая не была присуждена) два года спустя на взрослом Конкурсе имени Чайковского; российская музыкальная критика оценила Ко исключительно высоко — в частности, Пётр Поспелов отмечал:

В сонате Сезара Франка скрипачка вызвала общее восхищение не только изумительным, разнообразным звуком, но и абсолютным владением структурой, а «Размышление» Чайковского прозвучало так свежо, как будто половина участников играли вовсе не эту пьесу. Обаяние и целомудренная непосредственность исполнительницы были просто ошеломляющими в сочетании с уверенностью в технике и сценическом поведении: даже грозная тема средневековой секвенции Dies irae, на которой строится соната Эжена Изаи, встала по велению смычка бесстрашной хозяйки на задние лапки. В игре Дженнифер Кох нет ни малейших признаков манифестальности, агрессивности, нонконформизма. Не побоимся сказать, что искусство юной скрипачки полностью вписывается в ясный, цельный, внутренне непротиворечивый образ классики, который в последнее десятилетие создается индустриальной культурой, выбравшей пепси. Но это не значит, что в красивой коробке, аккуратно перевязанной ленточкой и украшенной, например, надписью «Tchaikovsky», не может таиться подлинный изумруд.

В дальнейшем Дженнифер Ко не порывала связи с Россией: так, ей посвящён Четвёртый концерт для скрипки с оркестром Андрея Эшпая, и Ко была его первой исполнительницей в Санкт-Петербурге в 1996 г., а затем исполнила его в Большом зале Московской консерватории на юбилейном концерте к 75-летию композитора
По окончании Оберлинского колледжа Дженнифер Ко продолжила образование в Кёртисовском институте под руководством Хайме Ларедо; в конце 1990-х гг. она также успела взять несколько уроков у Феликса Галимира.
Репертуар Ко всё дальше склоняется в сторону музыки XX века: среди её записей — скрипичные концерты Белы Бартока, Кароля Шимановского, Богуслава Мартину, произведения Арнольда Шёнберга, Джанкарло Менотти.